# Toilettes à bidet
Pour les articles homonymes, voir bidet.

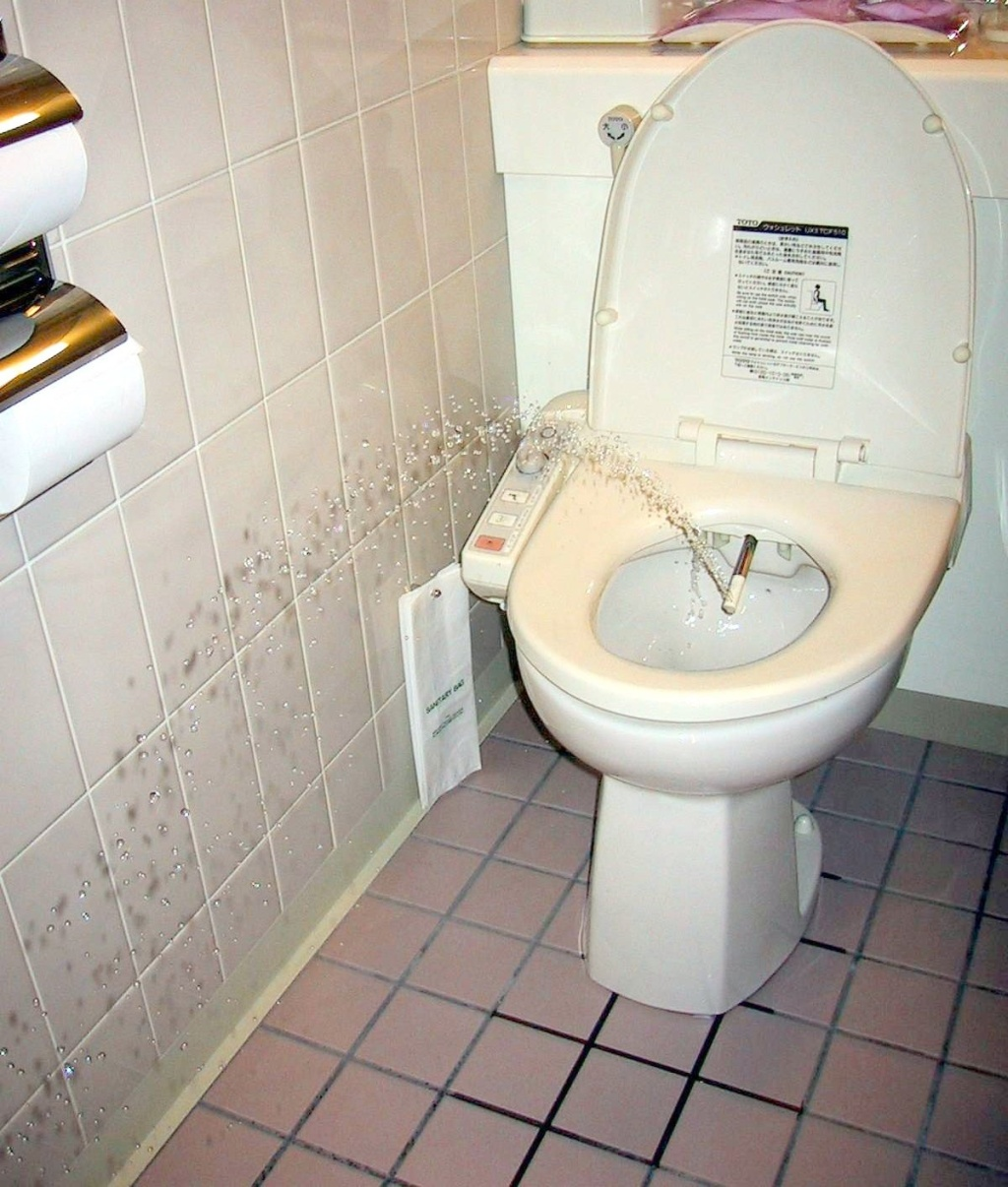
Toilettes à bidet japonaises dans un hôtel.

Les toilettes à bidet ou washlets ont été lancées pour la première fois au Japon par l'entreprise TOTO en 1980. En 1992, 14 % des familles japonaises de deux personnes et plus avaient des toilettes comportant une fonction bidet. En 2003, ce taux a dépassé les 50 %. En 2018, il atteignait 80 % des ménages japonais. Ce système s'étend désormais sur tous les continents.
Le principe essentiel de ces toilettes est l'utilisation de l'eau pour le lavage intime, en considérant que seule l'eau est gage de propreté et d'hygiène. Le jet d'eau jaillit soit par une buse unique (pour les toilettes de TOTO) ou deux buses (chez AgeFree ou d'autres fabricants).
Les modèles les plus simples se contentent d'un jet d'eau froide, les plus sophistiqués proposent notamment une eau tiède, un siège chauffé, un séchoir à air chaud et une aspiration des mauvaises odeurs.
L'origine de ces modèles provient des toilettes à l’occidentale importés au Japon après la Seconde Guerre mondiale. La marque TOTO introduisit les toilettes à bidet incorporé avec sa Washlet en 1980. Les entreprises japonaises produisent actuellement les toilettes les plus modernes, les plus high-tech du monde.